# Artsyom Buloychyk
Artsyom Buloychyk (tiếng Belarus: Арцём Булойчык; tiếng Nga: Артём Булойчик; sinh 16 tháng 6 năm 1992 ở Babruysk) là một cầu thủ bóng đá Belarus hiện tại thi đấu cho Luch Minsk.

## Danh hiệu
Minsk
- Vô địch Cúp bóng đá Belarus: 2012–13